# Park Krajobrazowy Góra Świętej Anny

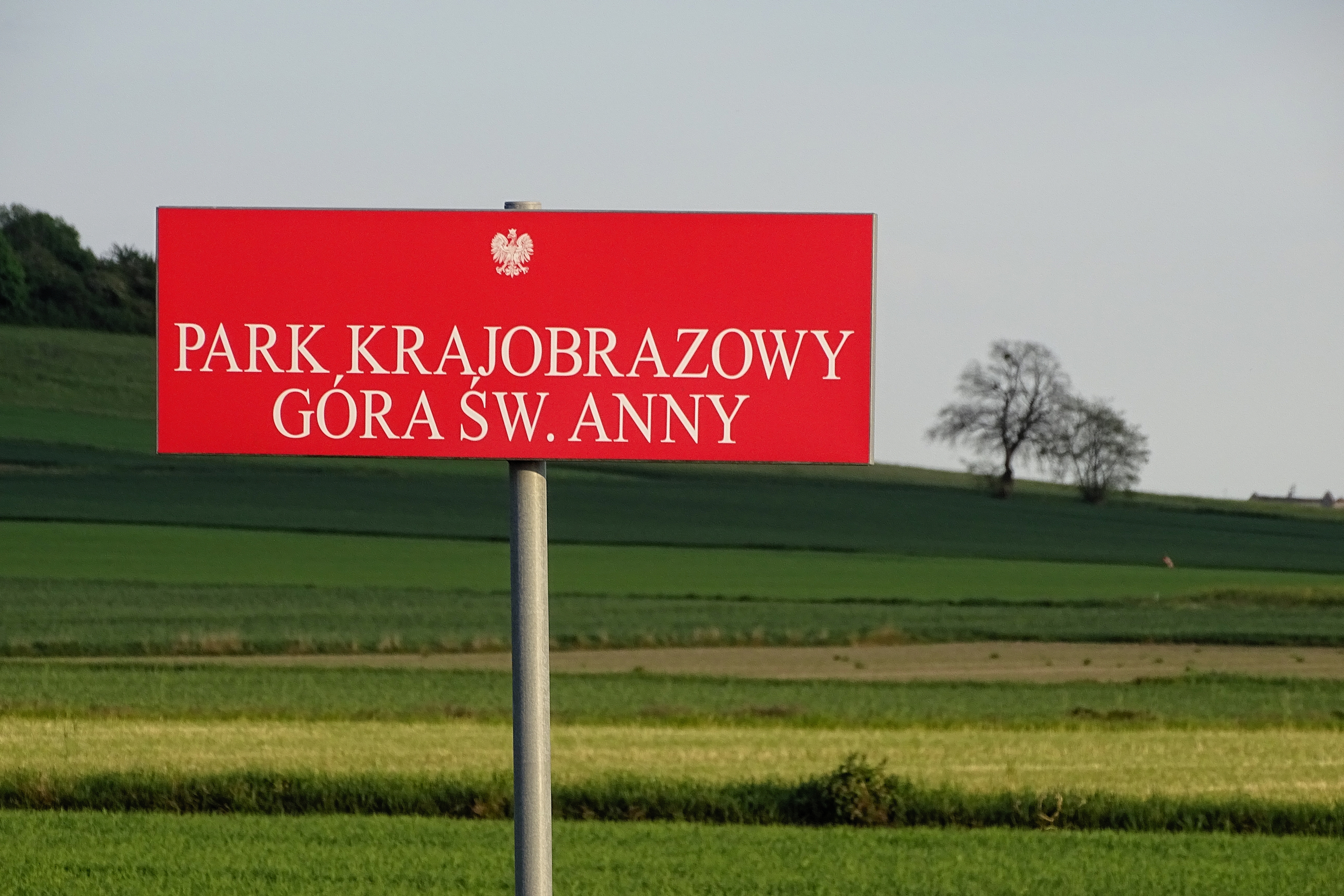
Tablica Parku Krajobrazowego Góra Św. Anny w Ligocie Dolnej

Park Krajobrazowy Góra Św. Anny – park krajobrazowy obejmujący Grzbiet Chełma, a więc zachodnią część Wyżyny Śląskiej. Został utworzony w 1988 roku, zajmuje obszar 5051 ha (otulina 6374 ha). Położony w środkowo-wschodniej części województwa opolskiego, pomiędzy miastami Leśnica, Gogolin, Strzelce Opolskie, Ujazd, Zdzieszowice.
Celem utworzenia parku było zachowanie terenów o najcenniejszych walorach przyrodniczych, krajobrazowych i kulturowych, charakterystycznych dla województwa opolskiego. Ponadto nadanie kierunku rozwojowi przestrzennemu zgodnie z wymogami ekologii oraz ochrony obszarów dla potrzeb turystyki, wypoczynku i rekreacji ludności. Większa część Parku objęta jest też statusem geoparku (od 1 czerwca 2010).

## Historia Parku
W 1973 roku w województwie opolskim opracowano dokument „Kompleksowy Program Ochrony Środowiska w województwie opolskim”, w którym znalazła się charakterystyka obszarów proponowanych do objęcia ochroną, znalazł się wśród nich Park Krajobrazowy Góra Św. Anny.
Zmiany w ustawie O ochronie i kształtowaniu środowiska z 31 stycznia 1980 roku umożliwiły tworzenie nowych przestrzennych form ochrony przyrody.
Następstwem tego była uchwała Wojewódzkiej Rady Narodowej w Opolu numer XXIV (193) 88 z dnia 26 maja 1988 roku (Dz.U. Województwa Opolskiego z dnia 17 lipca 1989 r., Nr 19, poz. 231), która powołała Park Krajobrazowy Gór Opawskich i Park Krajobrazowy „Góra Św. Anny”.

## Położenie geograficzne
Pod względem fizyczno-geograficznym Park leży w zachodniej części makroregionu Wyżyna Śląsko-Krakowska (341) w granicach mezoregionu Chełm (341.11).
Park znajduje się na terenie dwóch powiatów:
- strzeleckiego, w obrębie gmin: Leśnica, Strzelce Opolskie, Ujazd
- krapkowickiego, w obrębie gmin: Gogolin, Zdzieszowice.

Otulina Parku również znajduje się na terenie dwóch powiatów:
- strzeleckiego, w obrębie gmin: Leśnica, Strzelce Opolskie, Ujazd, Izbicko
- krapkowickiego, w obrębie gmin: Gogolin, Zdzieszowice.

Na obszarze Parku i otuliny są 22 miejscowości i jedno miasto – Zdzieszowice.

## Fizjografia terenu

### Budowa geologiczna
Przeważają tu utwory triasu środkowego: wapienie i margle warstw górażdżańskich, terebratulowych i karchowickich.
Odsłonięcia naturalne tych wapieni w rezerwacie Ligota Dolna, sztuczne – w kamieniołomie na Ligockiej Górze i Górze Św. Anny. Teren w większości przykryty warstwą utworów lessopodobnych i zwietrzeliny.

### Morfologia
Rejon Góry Św. Anny wyróżnia się w skali całej Wyżyny Śląskiej ze względu na wyniesienia i bogate urzeźbienie terenu. Kulminacyjnym wyniesieniem jest Góra Św. Anny o wysokości 404 m n.p.m., inne wyniesienia to np. Kamienna Góra (326 m n.p.m.), Biesiec (350 m n.p.m.), Wysocki Las (385 m n.p.m.), Poręba (302 m n.p.m.), Stoki (308 m n.p.m.) itd. Na bogatą rzeźbę terenu składają się: liczne suche doliny, wąskie wąwozy, zalesione pagórki, wydmy piaszczyste, leje i misy krasowe oraz wywierzyska.
Od okresu przedplejstoceńskiego do chwili obecnej zachodzą procesy krasowe. Formy krasowe występujące na tym terenie to:
- leje zapadliskowe
- wąwozy
- parowy
- leje krasowe – w górnych partiach masywu Chełma na wysokości 245–330 m n.p.m.; największy lej położony na południu miejscowości Czarnocin, w lesie bukowym, ma głębokość 4,5 m, średnicę 12 m
- jaskinie – jedna z ciekawszych jaskiń o długości 12 m leży na południe od miejscowości Ligota Górna
- źródła krasowe – dają początek potokom, np. Łącka Woda, Cedruń.

### Warunki klimatyczne
Klimat Parku charakteryzuje się długim latem, dużą wilgotnością powietrza, słabymi wiatrami.

### Wody powierzchniowe
Sieć wód powierzchniowych jest uboga, związane to jest z budową geologiczną terenu.
Główne cieki wodne to Potok Bojrowiec (Cedruń) i Łącka Woda. Cieki wodne występują zarówno na powierzchni jak i pod powierzchnią terenu.
Masyw Chełmu ma charakter wododziałowy – wody powierzchniowe przemieszczają się we wszystkich kierunkach. Wszystkie cieki mające początek na terenie Parku Krajobrazowego są drugo- lub wyżej rzędowymi dopływami Odry.
Poza ciekami wodnymi występują zbiorniki wodne pochodzenia antropogenicznego: stawy i zbiorniki przeciwpożarowe. Największy kompleks stawów hodowlanych leży na granicy miejscowości Jasiona i Zakrzów.

### Gleby
- 65% powierzchni Parku stanowią gleby brunatne powstałe z utworów lessowych ilastych i częściowo piaszczystych.
- 10% gleb stanowią rędziny (gliny węglanowe wietrzeniowe).
- Na terenie otuliny podobnie – 60% gleb stanowią rędziny i gleby brunatne.

Pozostałe bardzo rzadkie to: czarnoziemy zdegradowane (z lessów), czarne ziemie, mady, gleby pseudobielicowe oraz utwory piaskowe pochodzenia aluwialnego.

## Szata roślinnaimikoflora

### Mikoflora
Gatunki grzybów występujące na terenie parku, w tym wszystkie oznaczone grafiką  są objęte ochroną:
- Czarka szkarłatna
- Ucho bzowe
- Soplówka gałęzista
- Gwiazdosz potrójny
- Gwiazdosz frędzelkowany
- Sromotnik bezwstydny

### Flora Parku
Na obszarze Parku Krajobrazowego występuje około 440 gatunków roślin naczyniowych, większość z nich to gatunki rodzime. Przeważają gatunki elementu euroazjatyckiego, lecz urozmaicona rzeźba terenu sprawiła, że występują tu zarówno gatunki kserotermiczne, reglowe, bądź rzadsze ogólnogórskie. Gatunki oznaczone grafiką  objęte są ochroną ścisłą lub częściową:

- Paprotnik kolczysty
- Zanokcica skalna
- Paprotka zwyczajna
- Rogownica drobnokwiatowa
- Kopytnik pospolity
- Czerniec gronkowy
- Orlik pospolity
- Rozchodnik biały
- Parzydło leśne
- Wyka leśna
- Wawrzynek wilczełyko
- Len austriacki  VU[3]
- Kruszyna pospolita
- Bluszcz pospolity
- Pierwiosnek lekarski
- Ożanka pierzastosieczna
- Miodownik melisowaty
- Centuria pospolita
- Goryczka krzyżowa
- Barwinek pospolity
- Przytulia wonna
- Przytulia okrągłolistna
- Bez hebd
- Kalina koralowa
- Oman szlachtawa
- Krwawnik pannoński
- Dziewięćsił bezłodygowy
- Czosnek skalny
- Złoć mała
- Lilia złotogłów
- Konwalia majowa
- Śnieżyczka przebiśnieg
- Kruszczyk szerokolistny
- Kruszczyk rdzawoczerwony
- Buławnik mieczolistny
- Listera jajowata
- Żłobik koralowy

### Zbiorowiska roślinne
Zbiorowiska naturalne występujące na terenie Parku to przede wszystkim lasy bukowe, niektóre zbiorowiska zaroślowe i nieleśne. Liczne są zbiorowiska półnaturalne: murawy kserotermiczne, łąki, pastwiska, ściśle związane z działalnością człowieka na tym terenie.
Naturalne i półnaturalne zespoły i zbiorowiska roślinne na terenie Parku Krajobrazowego;
- Zespół rzęsy drobnej i pływacza zwyczajnego (Lemno-Uticularietum vulgaris)
- Zespół zanokcicy skalnej i murowej (Asplenietum trichomano-rutae-murariae)
- Zespół kanianki pospolitej i kielisznika zaroślowego (Cuscuto-convolvuletum sepium)
- Zespół bzu hebdu (Sambucetum ebuli)
- Zespół podagrycznika pospolitego i lepiężnika różowego (Aegopodio-Petasitetum-hybridi)
- Łąka trzęślicowa (Molinietum medioeropaeum)
- Zbiorowisko czosnku skalnego i rozchodnika białego (Allium montanum-Sedum album)
- Zespół kostrzewy bruzdkowanej i strzęplicy sinej (Koelerio-Festucetum sulcatae)
- Zespół miłka wiosennego i kłosownicy pierzastej (Adonido-Brachypodietum pinnati)
- Zespół wyki leśnej i zaroślowej (Vicietum silvatico-dumetorum)
- Zarośla ligustru pospolitego i śliwy tarniny (Ligustro-Prunetum)
- Łęg jesionowo-olszowy (Circaeo-Alnetum)
- Grąd subkontynentalny (Tilio-Carpinetum)
- Kwaśna buczyna niżowa (Luzulo pilosae-Fagetum)
- Żyzna buczyna sudecka (Dentario enneaphyllidis-Fagetum)

## Fauna parku

### Bezkręgowce
Słabo rozpoznane oprócz motyli z grupy Macrolepidoptera, w latach 1961−1963 na obszarze jedynie Ligockiej Góry Kamiennej oznaczono 599 gatunków motyli (20% krajowej listy motyli), m.in.: paź królowej, kraśnik rzęśniowiec; liczne gatunki pająków, mięczaków, pluskwiaków różnoskrzydłych, chrząszczy.

### Ryby
- Lin
- Karp
- Szczupak

### Płazy
- Traszka zwyczajna
- Żaba wodna
- Żaba trawna
- Rzekotka drzewna
- Grzebiuszka ziemna

### Gady
- Jaszczurka zwinka
- Jaszczurka żyworodna
- Padalec zwyczajny
- Zaskroniec
- Gniewosz plamisty
- Żmija zygzakowata

### Ptaki
- Myszołów zwyczajny
- Myszołów włochaty
- Jastrząb
- Pustułka
- Krogulec
- Kobuz
- Dzięcioł czarny
- Dzięcioł zielonosiwy
- Puszczyk
- Płomykówka
- Sowa uszata
- Kuropatwa
- Ortolan
- Muchołówka mała
- Gołąb siniak

### Ssaki
- Jeż zachodni
- Jeż wschodni
- Ryjówka aksamitna
- Ryjówka malutka
- Borowiec wielki
- Mopek zachodni
- Gacek brunatny
- Karlik malutki
- Nocek duży
- Piżmak
- Karczownik ziemnowodny
- Badylarka
- Popielica
- Lis
- Borsuk
- Kuna leśna
- Kuna domowa
- Dzik
- Sarna
- Jeleń szlachetny

## Formy ochrony przyrody

### Rezerwaty przyrody
Najcenniejsze obszary Parku uznane zostały rezerwatami przyrody
| Nazwa rezerwatu | Rodzaj rezerwatu      | Data utworzenia | Powierzchnia rezerwatu |
| --------------- | --------------------- | --------------- | ---------------------- |
| Góra Św. Anny   | przyrody nieożywionej | 1971 r.         | 2,69 ha                |
| Ligota Dolna    | stepowy               | 1959 r.         | 8,297 ha               |
| Lesisko         | leśny                 | 1997 r.         | 47,47 ha               |
| Grafik          | leśny                 | 1997 r.         | 27,01 ha               |
| Boże Oko        | leśny                 | 1997 r.         | 68,59 ha               |
| Biesiec         | leśny                 | 2001 r.         | 24,66 ha               |

### Pomniki przyrody
| Pomnik przyrody                            | Lokalizacja (miejscowość/gmina) |
| ------------------------------------------ | ------------------------------- |
| Lipa drobnolistna                          | Żyrowa/Zdzieszowice             |
| Klon jawor                                 | Żyrowa/Zdzieszowice             |
| Lipa drobnolistna                          | Wysoka/Leśnica                  |
| Klon jawor                                 | Wysoka/Leśnica                  |
| Układ skał ze stożkiem tufów wulkanicznych | Góra Św. Anny                   |

### Natura 2000
Częściowo na terenie Parku Krajobrazowego powstała ostoja Natura 2000 Góra Świętej Anny o powierzchni 5084,3 ha.

## Środowisko kulturowe
W parku znajduje się sporo zabytków architektonicznych, należą do nich:
- zespół pałacowo-parkowy w Żyrowej,
- klasztor z bazyliką na Górze Św. Anny,
- stary wiatrak kamienny w Wysokiej,
- mnóstwo kapliczek, krzyży i figur świętych.

Na terenie Parku Krajobrazowego występują licznie zespoły parkowe (parki podworskie). Wskutek braku właściwej pielęgnacji i konserwacji założeń ogrodowych i parkowych, nie zachowały one w większości dawnego stylowego charakteru:
- Park w Lichyni
- Park w Wysokiej
- Park w Kalinowie
- Park w Kalinowicach

## Zagrożenia przyrody

### Emisjazanieczyszczeńdo powietrza atmosferycznego
Park Krajobrazowy otoczony jest dużymi ośrodkami przemysłowymi: Strzelce Opolskie, Kędzierzyn-Koźle, Zdzieszowice, będącymi źródłem zanieczyszczeń przemysłowych: pyły, tlenki azotu, tlenki siarki, fluoru, czy też fenolu. Niekorzystny kierunek wiatrów – z południa i południowego zachodu, powoduje, że nad Park Krajobrazowy napływają masy zanieczyszczonego powietrza, zanieczyszczenia te wraz z opadami przenikają do wody i gleby. Zagrożeniem jest też tzw. niska emisja.

### Budowa i eksploatacjaautostrady A4
W województwie opolskim autostrada A4 przebiega od miejscowości Przylesie w gminie Olszanka do Nogawczyc w gminie Ujazd. Środkowo-wschodni (opolski) odcinek autostrady przecina Park Krajobrazowy Góra Św. Anny, tym samym podzielił go na część północną i południową.
Wojewoda Opolski w 1996 roku wydzielił z terenów Parku Krajobrazowego pas o szerokości 500 m pod budowę autostrady wraz z urządzeniami z nią związanymi. Istniały dwa inne warianty odrzucone przez samorządy lokalne, jeden omijający Park Krajobrazowy od północy, drugi od południa.

### Negatywny wpływ autostrady na florę i faunę
1. Zniszczenie stanowisk roślin i grzybów chronionych, które występowały na trasie wybudowanej autostrady A4 i w jej najbliższym otoczeniu.
  - Gatunki objęte ochroną ścisłą:
    - orlik pospolity
    - wawrzynek wilczełyko
    - dziewięćsił bezłodygowy
    - lilia złotogłów
    - len austriacki
    - śnieżyczka przebiśnieg
    - listera jajowata
    - żłobik koralowy
    - centuria pospolita
    - paprotka zwyczajna
    - czarka szkarłatna

  - Gatunki objęte ochroną częściową:
    - bluszcz pospolity
    - kruszyna pospolita
    - pierwiosnek lekarski
    - przytulia wonna
    - konwalia majowa
2. Wycięcie rzadkich na Opolszczyźnie fragmentów drzewostanów:
  - kwaśne buczyny niżowe
  - żyzne buczyny sudeckie
3. Autostrada przecięła szlaki migracyjne zwierząt, stanowiąc dla nich barierę ekologiczną.
4. Eksploatacja autostrady przyczynia się do zanieczyszczenia wód powierzchniowych i powietrza atmosferycznego.

### Protesty społeczne przeciwko poprowadzeniu autostrady A4 przez Park Krajobrazowy
11 lutego 1998 roku przedstawiciele kilkunastu organizacji ekologicznych zawiązali Koalicję w obronie Góry Świętej Anny. Koalicja wystosowała pismo do premiera Jerzego Buzka, zorganizowała zbiórkę podpisów pod petycją w obronie PK Góra Św. Anny. 13 lutego 1998 w Opolu manifestowało ponad 100 osób z kraju i zagranicy przeciwnych decyzji Wojewody Opolskiego. 1 maja rozpoczęły się protesty społeczne na miejscu budowy, mające postać blokady prac drwali i operatorów ciężkiego sprzętu. W majowym numerze miesięcznika „Aura” pojawił się artykuł prof. Janusza Bogdanowskiego w obronie PK Góra Św. Anny, którego treść złożył na ręce przedstawiciela rządu. Protest trwał do 8 czerwca 1998 roku, zakończył się zatrzymaniem protestujących przez policję i spacyfikowaniem przez wynajętą firmę ochroniarską.
Po proteście osobistości świata nauki, kultury, działacze społeczni oficjalnie poparli protest ekologów na Górze Św. Anny i zaapelowali o niewyciąganie konsekwencji karnych wobec aresztowanych osób.
Autostrada przebiega przez środek cennego przyrodniczo terenu leśnego, nieopodal kilku rezerwatów przyrody i Pomnika Czynu Powstańczego.